# جيمس مريديث هيلم
جيمس مريديث هيلم (بالإنجليزية: James Meredith Helm)‏ هو ضابط أمريكي، ولد في 16 ديسمبر 1855 في غرايفيل في الولايات المتحدة، وتوفي في 28 أكتوبر 1927.